# Катастрофа Ан-74 в Ленске
Катастрофа Ан-74 в Ленске — авиационная катастрофа, произошедшая в ночь на вторник 17 сентября 1991 года в окрестностях Ленска. Самолёт Ан-74, принадлежащий АНТК им. Антонова выполнял грузовой рейс по маршруту Петропавловск-Камчатский — Ленск — Омск — Анапа, но через 1 минуту и 38 секунд после взлёта лайнер столкнулся с деревьями и врезался в сопку и полностью разрушился. Погибли все 13 человек — 8 пассажиров и 5 членов экипажа.

## Самолёт
Ан-74 с заводским номером 36547070682 (серийный — 07-03) был построен Харьковским авиационным заводом в 1989 году, после чего получил бортовой номер СССР-74002 и поступил в Министерство авиационной промышленности СССР, которое, в свою очередь, направило данный самолёт в Авиационный научно-технический комплекс имени Олега Антонова, где его использовали для испытаний. Общая наработка борта 74002 составляла 923 лётных часа и 552 цикла «взлёт—посадка».

## Экипаж
Самолётом управлял смешанный экипаж из КБ Антонова (КВС и два бортинженера) и Киевского объединённого авиаотряда (второй пилот и штурман):
- Командир воздушного судна (КВС) — 26-летний Евгений Константинович Лушаков. Имел квалификацию командира самолётов типа Ан-24, Ан-26, Ан-32, Ан-72П и Ан-74, а также рассматривался среди кандидатов на должность командира тяжёлого транспортного Ан-124. Его общий налёт составлял 2242 часа.
- Второй пилот — Фёдор Леонидович Горяинов. Командир эскадрильи Жулянского авиаотряда, имел квалификацию командира самолётов типа Ан-2, Ан-24 и Ан-30, а также квалификацию пилота Ан-74;
- Штурман — Виктор Николаевич Чуприна. Штурман 1-го класса гражданской авиации и летал на самолётах типа Ан-24, Ан-26, Ан-30 и Ан-74. До прихода в гражданскую авиацию служил в авиации Северного флота советского ВМФ.
- Бортинженер-инструктор — Андрей Юрьевич Петренко;
- Бортинженер-стажёр — Сергей Владимирович Гончарук.

Также в салоне пассажирами летели шесть авиатехников:
- Игорь Александрович Брызгалин — ведущий инженер по экспериментальным работам;
- Владимир Юльевич Пикалов — старший авиатехник по самолёту;
- Николай Дмитриевич Бережной — приборист;
- Николай Васильевич Глюза — электрик, в прошлом участвовал в 34-й антарктической экспедиции;
- Владимир Юлиевич Пикалов — инженер по эксплуатации;
- Анатолий Вадимович Ярощук — моторист.

## Катастрофа
В декабре 1991 года АНТК планировал использовать борт 74002 для испытаний лыжного шасси, для чего уже был оформлен и утверждён на уровне министерства план изготовления лыж и выпуска документации по доработкам самолёта. Но так как реализация данного плана требует время, то образовавшуюся паузу решили использовать для возможности выполнить коммерческий рейс — доставка груза рыбы из Петропавловска-Камчатского в Анапу с промежуточными посадками в Ленске и Омске для дозаправки. Помимо дополнительного заработка, такой рейс позволял провести эксплуатационные испытания, что на то время было распространённой практикой.
Под управлением командира Лушакова самолёт оторвался от ВПП аэропорта Елизово и нормально набрал высоту, а через несколько часов, примерно в 21 час по местному времени приземлился в Ленском аэропорту. Стоянка заняла около 4 часов, после чего экипаж стал готовиться к вылету в Омск. Так как посадка в Ленске была произведена в темноте, экипаж не мог осмотреть местность вокруг аэродрома, а согласно «Сборнику информации об аэродромах», к юго-западу от Ленска, по направлению курса взлёта 248°, простиралась равнинная местность без впадин и возвышенностей. Решив, что Ленск является равнинным аэродромом, а так как самолёт был загружен полностью, пилоты приняли решение выполнять взлёт в соответствии с правилами, установленными для взлёта в равнинной местности с весом в 39 тонн: взлёт на скорости 220—230 км/ч, на высоте 10 метров убираются шасси, на высоте 50 метров при скорости 250–260 км/ч концевые закрылки доубираются до 25°, а на скорости более 320 км/ч — до 19°. На участке от отрыва самолёта и до полной уборки закрылков траектория полёта является очень пологой (до 0,5 %), но это допускалось при взлёте с ледовых аэродромов Арктики и Антарктики, а также с равнинных аэродромов Евразии.
Тёмной ночью в 01:20 по местному времени (19:20 по Московскому времени) Ан-74 с 5 членами экипажа, 6 авиатехниками и 2 пассажирами на борту и под управлением второго пилота Горяинова пробежал по полосе 1600 метров и на скорости 225 км/ч оторвался от ВПП аэропорта Ленска, начав набор высоты. Вертикальная скорость сперва была 5—6 м/с, но затем снизилась до 0,94 м/с. Ориентируясь на барометрический высотомер, второй пилот на высоте 120 метров начал доубирать закрылки, когда вдруг заметил, что радиовысотомер стал завышать показания, на что бортинженер решил, что произошёл отказ прибора. Экипаж не подозревал, что пролетает над впадиной реки Ненчик, а потому относительная высота над местностью возросла, что и показал радиовысотомер. Также из-за конвекции воздуха над низиной давление на том участке падает, из-за чего барометрические высотомеры начинают завышать показания, поэтому пилоты в соответствии с установленными правилами стали доубирать закрылки. Приборная скорость, однако, при этом ниже установленной, поэтому самолёт перестаёт набирать высоту, начав постепенно снижаться, о чём экипаж стала оповещать ССОС. После полной уборки закрылков на расстоянии 2575 метров от торца ВПП ССОС замолчала, а самолёт, разогнавшись до 390 км/ч, вновь стал набирать высоту с вертикальной скоростью до 6 м/с.
Однако экипаж не подозревал, что впереди по курсу взлёта находится не равнина, а сопка высотой 500 метров над уровнем моря. Спустя 98 секунд от момента разгона на удалении 3903 метра от торца ВПП и на 343 метров левее оси ВПП Ан-74 зацепил верхушки деревьев и, теряя скорость, промчался через тайгу на склоне сопки, при этом полностью разрушившись и сгорев. Все 13 человек на борту погибли.